# Сан-Марино (город)
Сан-Мари́но (итал. Città di San Marino) — столица государства Сан-Марино, расположенного на Апеннинском полуострове недалеко от Адриатического моря. Население города — 4106 человек (2010). Город расположен на террасах возвышенности Монте-Титано. Город основан в 301 году каменщиком Марином, который собрал в пещере Монте-Титано общину вольных каменщиков.
В Сан-Марино расположены: правительство, государственные учреждения, типография, редакции газет.
Медицинское обслуживание и школьное обучение бесплатные. В городе несколько начальных и средних школ, гимназия, профессиональное училище.
В 1932 году построена электрическая железная дорога (соединяет Сан-Марино с итальянским городом Римини; 32 км, из них 17 км под горой Монте-Титано).

## Климат
| Показатель                    | Янв. | Фев. | Март | Апр. | Май  | Июнь | Июль | Авг. | Сен. | Окт. | Нояб. | Дек. | Год  |
| ----------------------------- | ---- | ---- | ---- | ---- | ---- | ---- | ---- | ---- | ---- | ---- | ----- | ---- | ---- |
| Средний суточный максимум, °C | 7,5  | 5,6  | 7,8  | 9,9  | 14,3 | 19,3 | 23,4 | 26,4 | 26,3 | 22,4 | 16,4  | 11,5 | 15,8 |
| Средняя температура, °C       | 5,0  | 3,5  | 4,9  | 7,4  | 11,0 | 15,4 | 19,3 | 22,2 | 22,2 | 18,8 | 13,6  | 8,9  | 12,8 |
| Средний суточный минимум, °C  | 2,3  | 0,7  | 1,9  | 4,0  | 7,3  | 11,4 | 15,3 | 17,9 | 18,0 | 15,1 | 10,5  | 6,1  | 9,3  |
| Норма осадков, мм             | 59   | 59   | 62   | 66   | 62   | 60   | 56   | 78   | 78   | 87   | 99    | 71   | 836  |
| Источник: Weatherbase         |      |      |      |      |      |      |      |      |      |      |       |      |      |

## Административное деление
Делится на 7 приходов:
- Ка-Берлоне (Cà Berlone)
- Канепа (Canepa)
- Касоле (Casole)
- Кастеларо (Castellaro)
- Монталбо (Montalbo)
- Мурата (Murata)
- Санта-Мустиола (Santa Mustiola)

## Туристические достопримечательности
Основные туристические достопримечательности расположенные в историческом центре города Сан-Марино:
- Три башни (Гуаита, Честа, Монтале)
- Базилика Сан-Марино
- Палаццо Публико
- Площадь свободы
- Государственный музей Сан-Марино

## Города-побратимы
- Сан-Лео, Италия
- Раб, Хорватия
- Рённе, Дания